# Storynhas
Storynhas é um livro escrito pela artista brasileira Rita Lee e ilustrado pela cartunista Laerte Coutinho. Foi lançado originalmente em 2013 pela editora Companhia das Letras. O livro é formado por setenta e seis pequenas estórias primeiramente postadas pela autora em sua conta no Twitter.